# Campanha do Cáucaso
Por Campanha do Cáucaso compreende-se todos os conflitos armados ocorridos entre o Império Otomano, de um lado, e o Império Russo do outro (posteriormente também à Armênia, à Ditadura Central Cáspia e ao Império Britânico), como parte do teatro do Oriente Médio e da frente do Cáucaso, durante a Primeira Guerra Mundial. A Campanha do Cáucaso se estendeu do próprio Cáucaso à região da Anatólia Oriental, chegando até Trebizonda, Bitlisse, Muxe e Vã. Às batalhas terrestres, somaram-se os ataques feitos pela marinha russa à região do Império Otomano situada às margens do mar Negro.
O avanço russo na frente de batalha do Cáucaso foi interrompido pela Revolução Russa de 23 de fevereiro de 1917; e o Exército Russo do Cáucaso, estacionado nas linhas de frente, foi substituído por forças da recém-fundada República Democrática da Armênia, que incluíam unidades voluntárias armênias e diversos grupos de unidades irregulares. Durante 1918, a região também viu a criação da Ditadura Cáspia Central, da República da Armênia Montanhosa e de uma força aliada chamada Dunsterforce, composta de tropas de elite escolhidas nas frentes da Mesopotâmia e ocidentais.
A Campanha do Cáucaso se encerrou com a paz sendo selada entre otomanos e russos com o Tratado de Brest-Litovsk, em 3 de março de 1918; e entre otomanos e armênios com o Tratado de Batum, em 4 de junho de 1918. No entanto, os conflitos armados continuaram enquanto o Império Otomano continuou a enfrentar a Ditadura Central Cáspia, a República da Armênia Montanhosa e a Dunsterforce, do Império Britânico, até a assinatura do Armistício de Mudros, em 30 de outubro de 1918.

## Declaração de guerra
Apesar de que antes da Primeira Guerra Mundial já havia uma aliança prévia entre o Império Alemão, o Império Austro-húngaro e o Império Otomano, quando se declarou a guerra em agosto de 1914 num primeiro momento o Império Otomano permaneceu neutral. A 14 de dezembro de 1914, o Sheikh ul-Islam proclamou, em nome do Califado, a Guerra Santa islâmica contra o Reino Unido, França, Rússia e Montenegro. É, pois, nesta data que pode ser considerado que se ativou a Frente do Cáucaso, onde entravam em contato dois dos contendores, o Império Otomano e o Império Russo.

## Participantes

### Império Otomano
Ao começo da guerra nesta frente, o principal objetivo do Império Otomano era a recuperação de territórios na Anatólia oriental, que perdera como consequência da Guerra Russo-Turca de 1877-1878. Os otomanos despregaram dois exércitos na região: o 2º e o 3º Exército. O total de homens das forças militares otomanas era muito elevado (estima-se entre 100 000 e 190 000 soldados), mas estavam pobremente equipados, especialmente para as condições invernais.

### Império Russo
Em março de 1915, ficaram em evidência os objetivos do Império Russo na campanha, quando o ministro de exteriores russo Sergei Sazonov apresentou aos embaixadores britânico, George Buchanan; e francês, Maurice Paléologue, a petição do reconhecimento das suas últimas demandas territoriais para o final da guerra, que eram a posse da cidade de Constantinopla, os estreitos do Bósforo e os Dardanelos com o Mar de Mármara; o sul da Trácia até a linha Enós-Midia, bem como partes da costa sul do Mar Negro; e na Anatólia, entre o Bósforo, o rio Sakarya e pontos indeterminados perto da baía de Esmirna. O regime czarista russo planeava substituir a população muçulmana do norte de Anatólia e de Istambul com gentes mais fiáveis para ele, como os colonizadores cossacos. Estes documentos foram posteriormente publicados pelo jornal russo Izvestia em fevereiro de 1917, com o objetivo de ganhar o apoio dos armênios para a Revolução Russa.
O Exército russo destacado no Cáucaso tinha inicialmente cerca de 100 000 homens sob o mando nominal do governador-geral do Cáucaso, Illarion Vorontsov-Dashkov. Contudo, o mando real era exercido pelo chefe de Estado Maior, o general Nikolai Yudenich, um dos mais bem-sucedidos generais russos da Primeira Guerra Mundial. Devido às derrotas sofridas pelos russos nos princípios do conflito às mãos dos alemães nas batalhas de Tannenberg e dos Lagos Masurianos, os russos trasladaram quase a metade das suas forças à Frente Oriental, deixando assim menos de 60 000 homens para enfrentarem a um possível ataque do exército otomano.

### Armênia
Já antes da guerra, houvera tentativas para atrair os armênios ao processo de colonização russa da região. De fato, depois da conquista russa de Transcaucásia na década de 1820, o conde Paskevich, que dirigira a campanha russa, “distribuiu generosamente terras a 124 000 armênios que emigraram desde a Pérsia e Turquia”. Na década de 1890, durante os fatos conhecidos como os Massacres hamidianos, outra onda de armênios chegou do Império Otomano e assentou-se em Transcaucásia.
Em outubro e novembro de 1917, com a Revolução Russa, os regimentos regulares russos desertaram massivamente da linha da frente. Nesta situação, em dezembro de 1917, foi reorganizado um corpo de Unidades Voluntárias Armênias sob comando do general Tovmas Nazarbekian, com Drastamat Kanayan (conhecido como “General Dro”) como comissário civil. A linha da frente tinha três áreas principais, sob o comando de Movses Silikyan, Andranik Ozanian e Mikhail Arechian. Outra unidade regular estava sob comando do coronel Korganian. Havia destacamentos guerrilheiros partisans armênios (mais de 40 000) acompanhando essas unidades principais. A linha desde Vã a Erzinjane organizou-se com estas unidades. Menciona-se que Andranik Ozanian tinha 150 000 homens nos cerca de 400 quilômetros de fronteira (numa área de alta montanha, com passagens de montanha muito localizadas). Em 1918, o Dashnak (Movimento Nacional de Libertação Armênio) proclamou a República Democrática da Armênia mediante o Congresso Armênio dos Armênios Orientais (unificado do Concílio Nacional Armênio) com a dissolução da República Federativa Democrática de Transcaucásia. Tovmas Nazargekian converteu-se no comandante-em-chefe de todo o estado armênio, enquanto Andranik Ozanian tomou o comando da zona de guerra no interior do Império Otomano.

### Império Britânico
Em 1917, os Aliados decidiram enviar uma missão militar de apoio a este setor, que se pôs no comando de Lionel Dunsterville. A força aliada (conhecida como Dunsterforce, pelo nome do seu comandante) estava composta por cerca de 1 000 homens, tratando-se de tropas de elite compostas por australianos, britânicos, canadianos e neozelandeses, apoiados por alguns carros blindados. Esta unidade colaborou com cerca de 3 000 homens das tropas russas revolucionárias (o Exército Vermelho) para evitar o objetivo de estabelecer uma Transcaucásia independente, bem como para apoiar a Ditadura do Cáspio Central.

## Campanha de 1914
Em comparação com o dos seus aliados, o generalato otomano e a sua organização demonstraram ser negligentes nestes primeiros compassos da luta. Contudo, a frente do Cáucaso teve o efeito de distrair recursos aos russos, detraindo forças das frentes na Polônia e a Galitzia, dando assim a oportunidade às Potências Centrais de atingirem a vitória na Frente Oriental, até mesmo se os otomanos resultavam perdedores no Cáucaso. Os alemães proporcionaram os recursos solicitados pelos turcos; e o 3º Exército turco foi utilizado para conseguir essa distração. Em 1914, o ministro otomano da Guerra, Enver Paşa, que mandava o 3º Exército, quis rodear os exércitos russos entre Sarecamixe e Ardacane.

### Batalha de Sarecamixe

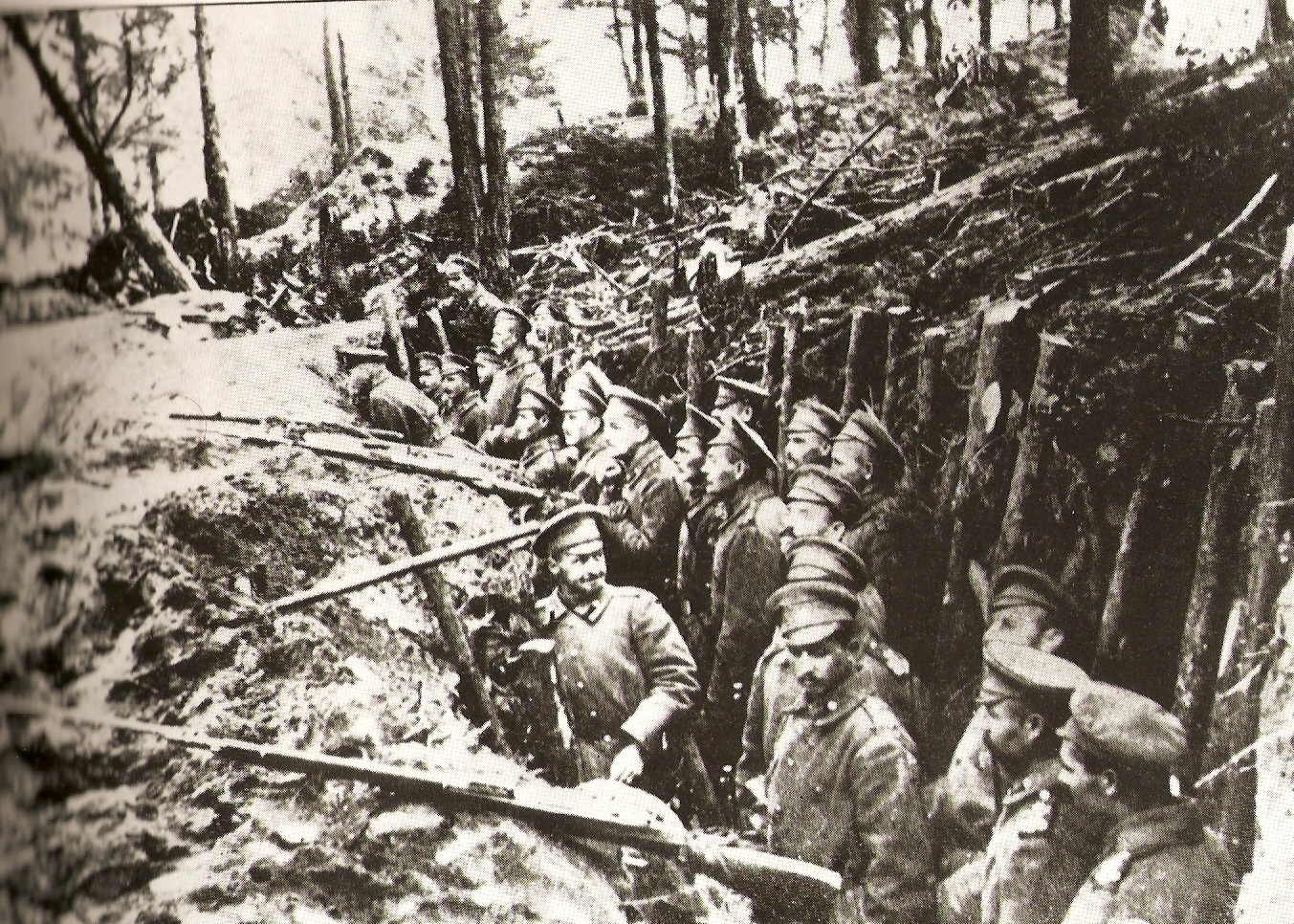
Trincheiras russas na floresta de Sarecamixe

Os russos foram os primeiros em atravessar a fronteira, tomando as cidades de Bayazid e a Coprucoi. Ao mesmo tempo, o 3º Exército turco de Enver recebeu a ordem de avançar para Carse, dispondo das suas bases de retaguarda em Erzurum, a cerca de 100 km de distância da fronteira; e a cerca de 1 000 km da ferrovia que o comunicava com Constantinopla. O plano de Enver era o de efetuar um movimento envolvente para pegar numa bolsa ou cerco o Exército russo em Sarecamixe, o qual acreditava que poderia efetuar por volta de 25 de dezembro como máximo. Assim, a sua ala esquerda avançou até Ardacane, cerca de 100 km para além de Sarecamixe.
Para opor-se ao avanço do 3º Exército turco, o governador Illarion Vorontsov-Dashkov planejou retirar o Exército russo do Cáucaso para Carse. Nikolai Yudenich ignorou os desejos de Vorontsov, mantendo as suas posições em Sarecamixe. A ala esquerda do 3º Exército turco, pela sua vez, alcançou Ardacane a 1 de janeiro de 1915. A missão militar alemã destacada junto a Enver Paşa, porém, não estava de acordo em lançar um ataque nesse território nesse momento, pois pensava que o exército alemão poderia dar melhor apoio ao longo da primavera e verão. Enver assumiu pessoalmente o mando do 3º Exército e ordenou a batalha contra as tropas russas. A batalha de Sarecamixe que decorreu de 29 de dezembro de 1914 a 4 de janeiro de 1915 foi uma soada derrota para o 3º Exército otomano. Somente 10% deste conseguiu retirar-se para as posições iniciais. A estimativa das baixas sofridas pelos otomanos cifra-se de 75 000 a 90 000 homens. Enver, após o insucesso, deixou o mando do 3º Exército.

### Avanço turco para Tabriz
Uma pequena força otomana avançou igualmente em dezembro de 1914 de Vã para o interior da Pérsia. Esta força encontrou pouca oposição, ocupando brevemente Tabriz. O avanço obedecia à esperança de conseguir provocar uma sublevação dos curdos. Tanto os russos quanto os britânicos apostaram forças no norte de Pérsia para repelir as unidades otomanas, que retrocederam até a sua fronteira depois da derrota sofrida pelo 3º Exército turco em Sarecamixe.

## Campanha de 1915
Em fevereiro de 1915, o general Yudenich foi louvado pela vitória conseguida; e ascendido para que ostentasse o mando de todas as tropas russas despregadas no Cáucaso. Os Aliados solicitaram da Rússia um ataque na Frente Oriental que aliviasse a pressão que os alemães exerciam contra eles na Frente Ocidental, ao qual a Rússia respondeu, solicitando pela sua vez aos Aliados que colaborassem aliviando a pressão que eles mesmos sofriam no Cáucaso com um ataque naval (ver também: Guerra no Mar Negro). Como resposta a esta última petição, as operações nos Dardanelos (batalha de Galipoli), com um possível avanço em direção à capital otomana, ajudaram as forças russas nesta frente durante 1915.
Os objetivos buscados pelo Império Russo nesta campanha eram limitados, já que se contentavam com avançar desde Carse para o sul, para o lago de Vã, para assegurar a linha de comunicações na Pérsia. Por outro lado, o governador Illarion Vorontsov-Dashkov, com a aprovação de Sergey Sazonov, ministro de Assuntos Exteriores russo, planejava provocar a insurreição dos armênios da zona, de religião cristã, majoritários na região, embora a política de rusificação no Cáucaso tinha feito com que muitos turcos fugidos de tal zona se assentassem na região de Vã.
Por outro lado, Enver acreditava que a derrota sofrida na batalha de Sakiramis fora devida ao ataque sofrido em tal batalha por parte de unidades de origem armênia que combatiam no Exército russo, que estavam parcialmente formadas por cidadãos turcos de origem armênia. Portanto, durante o Inverno, as tropas do 3º Exército turco começaram a saquear as povoações armênias da região e a matar membros da minoria armênia. Deste jeito, começava o chamado Genocídio armênio.

### Resistência de Van

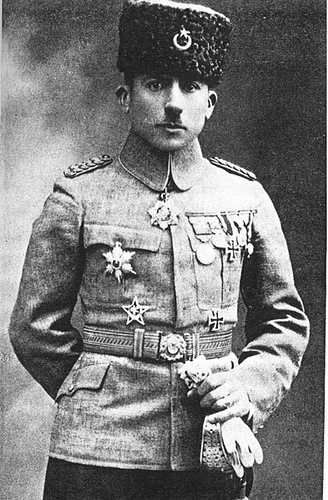
Rafael de Nogales Méndez, um oficial da Venezuela que serviu no exército otomano, participou no Cerco de Vã; e depois da guerra, escreveu um dos melhores relatos da batalha e suas consequências.

A 16 de abril, o administrador turco da região de Vã ordenou a execução de cinco líderes nacionalistas armênios, após ter notícia do avanço do Exército russo do general Nikolai Yudenich para a zona.
A 20 de abril, iniciaram-se lutas na cidade de Vã (a chamada Resistência de Vã) quando uma mulher armênia quis tentar entrar na cidade, ajudada por alguns armênios, enquanto uns soldados otomanos os impediram, atirando sobre o grupo, com o resultado de vários mortos. Os armênios organizaram grupos armados para a proteção de cerca de 30 000 residentes e 15 000 refugiados numa área de cerca de 1 km² no bairro armênio e o bairro de Aigestan, com um total de cerca de 1 500 homens, aos quais foram proporcionados 300 rifles, 1 000 pistolas e algumas armas antigas. O conflito durou até que o general Yudenich chegou ao local.
Por sua vez, o general Nikolai Yudenich iniciou a ofensiva dentro de território turco, dirigindo-se para o lago Vã na Arménia Otomana, com uma brigada de cossacos do Transbaikal sob comando do Trukhin e alguns voluntários armênios para libertar aqueles sitiados em Vã. Ao dia 16, houve um bombardeio de 46 tiros como sinal para que se retirassem as unidades otomanas. Ao dia seguinte, os armênios tomaram o controlo de todo o lugar. Pouco depois, uma avançadela do exército russo, consistente em voluntários armênios, chegou ao lugar, seguida dos soldados regulares russos. Yudenich chegou à Vã, recebendo as chaves da cidade e da sua cidadela; e confirmou o Governo Provisório Armênio no exercício das funções administrativas, com Aram Manougian como governador. Os Fedayin, voluntários armênios, entregaram finalmente a cidade de Vã aos russos em maio de 1915.
Uma vez assegurado o controlo russo de Vã, a luta trasladou-se para leste durante todo o restante do Verão.

### A Lei de Tehcir e o Genocídio armênio
Durante a ofensiva russa na Armênia, Talat Paşa, o ministro do Interior do Império Otomano, ordenou a 25 de maio de 1915 uma deportação forçada de todos os armênios que residissem na cercania das frentes de batalha, em direção para sul, nos termos da Lei de Tehcir, para a Síria e Mossul. Talat Paşa afirmou que os armênios da região organizar-se-iam sob o liderado dos russos e rebelar-se-iam contra do governo turco. A 30 de maio, o Conselho de Ministros turco convalidou tal decreto. Evidentemente, os armênios de Vã e de outros pontos que estavam sob a ocupação russa livraram-se desta deportação. Os cálculos sobre o número de afetados diferem, mas uma estimativa neutral indicaria que, no processo da deportação, faleceram cerca de um milhão de armênios, dentre 1,3 a 2,1 milhões de armênios que se estima viviam no Império Otomano. Leslie Davis, cônsul dos Estados Unidos em Erzurum, surpreendido pelos escassos armênios de sexo masculino que viu em Carpute, um dos controlos de trânsito estabelecidos pelos turcos, deduziu que foram assassinados pelo caminho, adicionando:
| “ | Os turcos já elegeram as garotas, e os rapazes mais formosos de todos. Utilizar-os-ão como escravos, se não é que os usam para fins muito mais infames. | ” |

Por outro lado, o estado interno do Império Otomano, um país atrasado incapaz de prover as suas próprias tropas no campo de batalha, ajudou a intensificação dos efeitos da deportação, elevando ainda mais o número de mortes.

### Tomada de Manzicerta
Poucos dias depois, já em julho, as tropas russas tomaram Manzicerta. Nesse momento, o general Yudenich, comandante-em-chefe dos russos, acreditava que as forças otomanas na zona eram débeis, apenas formadas por três ou quatro divisões. Na realidade, Paxá Abdul Kerim, o comandante otomano, tinha oito divisões aprovisionadas e reforçadas. O general russo no comando da frente de avanço, Oganovski, esteve lento à hora de aproveitar a situação, ao não sair de Vã até julho.
Ainda nesse mês, os russos de Oganovski lançaram uma ofensiva nas montanhas ocidentais de Malzagrit. Contudo, subestimaram o tamanho das forças turcas, com o que foram surpreendidos por uma grande força turca que contra-atacou. Os russos recuaram, abandonando Vã.

### Câmbios no mando russo
A 24 de setembro, o Grão-duque Nicolau, que fora destituído do seu cargo de comandante-em-chefe do Exército Russo, foi posto no comando de todas as forças russas do Cáucaso. Porém, Nicolau deixou a direção da guerra nas mãos do Yudenich. Em qualquer caso, a frente manteve-se tranquila desde outubro até finais de 1915.

## Campanha de 1916
O inverno não era o tempo usual para atividades militares nessa parte do mundo. O frio atroz e os caminhos em péssimo estado contribuíram enormemente para a aniquilação do 3º Exército de Enver Paxá no ano anterior, com temperaturas que atingiram os -31 °C. Porém, o general russo Yudenich viu isto como uma oportunidade de tomar por surpresa os otomanos.

### Batalha de Coprucoi
Em princípios de janeiro de 1916, o exército russo deixou, despercebido para o turco, os quartéis de inverno e marchou para Erzurum, a maior fortaleza otomana. Os russos conseguiram uma total surpresa e destruíram uma divisão otomana que estava nos seus quartéis de inverno na batalha de Coprucoi, que decorreu entre 16 e a 18 de janeiro.

### Batalha de Erzurum
Enquanto o exército russo e os seus canhões pesados continuavam marchando em direção a Erzurum, uma segunda divisão otomana foi destruída na povoação de Tafta a 14 de fevereiro por outra força russa que atacou inesperadamente desde norte. O comandante otomano de Erzurum, Kerim Paşa, que não estava preparado para um assédio ou que perdeu os nervos, em vez de manter o forte, retirou o exército o dia 15. Os russos entraram em Erzurum, sem mais oposição, a 16 de fevereiro.
Após a tomada de Erzurum, o exército do Cáucaso do Yudenich movimentou-se em duas direções: uma parte foi para norte, capturando a antiga cidade de Trebizonda em abril, enquanto o resto avançou para Muxe-Bitlisse.

### Batalha de Bitlisse, Fevereiro
Enquanto Nikolay Nikolaevich Yudenich (o Grão-duque Nicolau) estava a norte e pressionando o 3º Exército turco, o 2º Exército turco estava a sul, enfrentando-se à insurgência e a uma parte do exército russo no comando do general Tovmas Nazarbekian, bem como ao destacamento de Unidades Voluntárias Armênias mandadas por Andranik Toros Ozanian. Estas unidades puxaram o 2º Exército para o interior da Anatólia, capturando Muxe na batalha de Bitlisse, pisando o desmoralizado exército otomano antes de tal ação. Em Bitlisse, ficava o último ponto de defesa do exército otomano para tentar evitar um movimento russo em direção para a Anatólia central e a Mesopotâmia. Depois da sua captura, o exército otomano solicitou a Mustafá Kemal a organização da defesa da região. Cando Mustafá Kemal foi designado para o posto, as forças inimigas estavam em constante avanço.
O único ponto favorável para os otomanos foi a reconquista por Mustafá Kemal de Muxe e Bitlisse em agosto de 1916. Contudo, os russos expulsaram novamente as tropas de Kemal de tais lugares. A luta em torno da margem ocidental do lago de Vã continuou durante o verão, mas sem dar lugar a um resultado concludente.

### Batalha de Trebizonda
O exército do Cáucaso do Yudenich conquistou a antiga cidade de Trebizonda em abril. Ao exército otomano, posto sob comando de um novo chefe, Vehip Paşa, foi ordenada a reconquista de Trebizonda. Organizou-se uma força militar, que foi enviada avançando ao longo da costa em junho de 1916, mas os russos dificultaram o avanço, já que nesse momento a Armada russa dominava o Mar Negro. Yudenich interceptou o ataque otomano com uma nova ofensiva em direção a Erzinjane. A 26 de julho, Erzinjane foi tomada pelos russos, a ofensiva sobre Trebizonda foi detida e os turcos tentaram estabilizar a linha da frente.

## Campanha de 1917
As circunstâncias de outras frentes e as políticas fizeram com que durante 1917 não tivessem lugar combates destacados no Cáucaso. Assim, a atenção do Império Otomano focou-se na Mesopotámia, onde tropas do Exército britânico ascendiam pelo Eufrates desde Cuaite; e na Palestina, onde tropas britânicas e árabes avançavam para norte. Pela sua vez, o Império Russo focou-se na situação na Frente Oriental.
Em qualquer caso, os russos tinham feito planos para um renovado ataque contra as posições turcas em 1917, mas o caos que causou a Revolução Russa impôs uma detenção de todas as operações militares. O novo governo destituiu o Grão-duque Nicolau do mando e trasladou o general Yudenich a posições não importantes na Ásia Central (com o qual este optou por se retirar do exército). Os turcos, sob a grande pressão que sofriam por parte dos britânicos em Palestina e Mesopotámia, retiraram a maioria das suas forças e enviaram-nas para sul. Durante o restante de 1917, o exército russo foi-se desintegrando, até parar de ser uma força militar efetiva.

## Campanha de 1918
Na campanha de 1918, prosseguiram as operações por parte do Exército turco, apesar de que já se aceitara pelos bolcheviques, desde princípios de ano, a assinatura de um tratado de paz, o Tratado de Brest-Litovsk.
Contudo, neste caso, o inimigo das tropas turcas já não era o Exército russo nem o seu sucessor, o Exército Vermelho, senão as tropas dos novos estados aparecidos no Cáucaso após o afundamento do czarismo: a República Democrática da Geórgia e a República Democrática da Armênia, sucessoras da efêmera Federação da Transcaucásia.

### Tratado de Brest-Litovsk
O grão-vizir Talat Paxá assinou, em nome do Império Otomano, o Tratado de Brest-Litovsk a 3 de março de 1918 com a RSFS da Rússia, no qual se estipulava que os bolcheviques russos cediam Batumi, Carse e Ardacane ao Império Otomano (tratava-se de todos os territórios capturados ao Império Otomano durante a Guerra Russo-Turca de 1877-1878). O Tratado estipulava igualmente que a Federação da Transcaucásia tornar-se-ia num novo estado independente. Esta efêmera federação rompeu-se em três repúblicas diferentes em maio desse mesmo ano: República Democrática da Geórgia, República Democrática da Armênia e República Democrática do Azerbaijão. A 5 de abril, Akakii Chkhenli, chefe da delegação transcaucásica, aceitou o tratado como base de negociação e contatou com os governos aos que representava, urgindo a aceitarem esta posição. O ambiente que prevalecia em Tiblíssi era muito diferente, com grande determinação de recusar as cessões territoriais efetuadas pelos bolcheviques no Cáucaso. Isto uniu o bloco formado por armênios e georgianos para a declaração conjunta do estado de guerra entre eles e o Império Otomano.

### Batalha de Sardarapat
Em abril de 1918, após ter-se mantido durante um ano na inatividade, o 3º Exército otomano finalmente iniciou a ofensiva na frente do Cáucaso. A única resistência que encontraram ao seu avanço foi uma milícia na República Democrática da Armênia, muito debilmente organizada. Utilizando assim na luta poucas tropas, o Exército turco conquistou Trebizonda, Erzurum, Carse, Vã, e Batumi. Em princípios de maio de 1918, os turcos prosseguiram o seu avanço, atacando a recentemente proclamada República Democrática da Armênia. O conflito desembocou em maio nas batalhas de Sardarapat, Kara Kilisse e Bash Abaram. Embora os armênios as arranjassem para infligir perdas aos otomanos na batalha de Sardarapate, o exército otomano ganhou o combate, dispersando o exército armênio.

### Tratado de Batumi
A República da Armênia viu-se obrigada a assinar o Tratado de Batumi em junho de 1918. Contudo, ao longo do verão desse ano, os armênios das montanhas do Alto Carabaque, sob o liderado de Andranik Toros Ozanian, proclamaram a República da Armênia Montanhosa e resistiram os avanços do 3º Exército otomano. Em agosto, estabeleceram um governo independente em Shusha, que naquele tempo era o centro administrativo da região.
As tropas otomanas responderam ao desafio do Andranik e lançaram-se na sua procura pelas montanhas de Carabaque e Zanguezur. Em outubro, um destacamento de 5 000 soldados do 3º Exército localizou a Andrianik em Shusha. Iniciou-se um duro combate, mas sem resultados decisivos. A Milícia Arménia sob comando de Andranik causou um elevado número de baixas no destacamento otomano, que visava a avançar em direção do rio Varanda. O combate entre os turcos e os armênios manteve-se até o Armistício de Mudros. Depois do armistício, o Império Otomano começou a retirada das suas forças militares, pelo qual as forças arménias no comando de Andranik ocuparam o Alto Carabaque. O armistício de Mudros levou o general Adriank à possibilidade de criar uma base para a seguinte fase de expansão para os territórios do leste desde o estratégico corredor que se estende dentro de Naquichevão.

### Batalha de Bacu

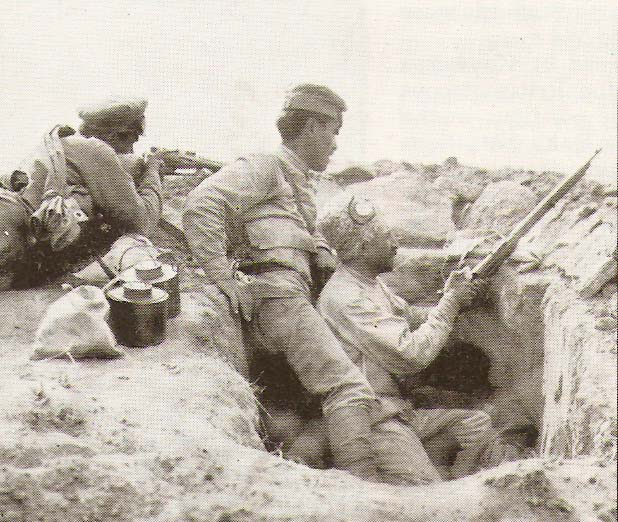
Soldados armênios durante a batalha de Baku

Enver Paxá conseguiu o objetivo que perseguia, que não era outro senão o da recuperação dos territórios perdidos 40 anos antes, objetivo conseguido graças à assinatura do Tratado de Brest-Litovsk. Com os sucessos obtidos esses últimos meses pelas tropas sob o seu comando (embora certamente atingidos com escassa oposição real), realimentou o sonho do nacionalismo panturco, que visava a dominação turca da Ásia Central, com o que ordenou a constituição de um novo exército denominado Exército do Islão. Este exército, dentre 14 000 e 15 000 homens, estava composto na íntegra por muçulmanos, a maioria de eles de língua turca. Em julho, ordenou ao recém formado Exército do Islão que avançasse em direção à Ditadura do Cáspio Central, fixando o objetivo de tomar a cidade de Bacu, no mar Cáspio. Esta nova ofensiva ficou com uma forte oposição dos alemães, quem consideravam todo o sul da Rússia como a sua conquista, segundo as cláusulas do Tratado de Brest-Litovsk, e que acreditavam que os turcos pouco ajudaram nesta frente.
Sentindo preocupação frente da possibilidade de uma invasão do seu território por parte das tropas turcas, a República Democrática da Geórgia solicitou ao Império alemão apoio militar, para fazer face a tal eventualidade. Os alemães, aguardando que isso constituísse uma advertência para o Império Otomano, dissuadindo-o de se apoderar de novos territórios, enviaram uma força militar de apoio à Geórgia, sob comando do general Friedrich Freiherr Kress von Kressenstein. Por outro lado, se tem de recordar que a aliança do Império Otomano com Alemanha fora imposta pela necessidade, já que Alemanha não queria a Turquia como aliada, pelo qual o setor alemão oposto à aliança com a Turquia impôs nesta ocasião os seus pontos de vista.
O Exército do Islão de Enver tomou nota da situação, pelo qual agiu em consequência evitando penetrar na Geórgia, dirigindo-se para a República Democrática do Azerbaijão. Chegaram à cidade de Bacu, à beira do Mar Cáspio. Foram pois os soldados do Exército do Islão quem expulsaram em setembro de 1918 os soldados do Exército britânico que ocupavam tal cidade (a Dunsterforce) apôs derrotá-los na batalha de Bacu.

### Armistício de Mudros
Com a assinatura do Armistício de Mudros, a 30 de outubro de 1918, deu-se por concluída a campanha do Cáucaso. De acordo com as cláusulas estipuladas no Tratado, o Império Otomano, apesar de resultar derrotado na Campanha da Pérsia, na Campanha de Palestina e Sinaí e na Campanha da Mesopotámia; e de ter perdido extensos territórios em outros lugares, conseguiu recuperar todo o território que perdera frente aos russos na Anatólia Oriental, sendo assim o único lugar em que saiu vitorioso em termos de conquistas territoriais.

## Consequências
O Império Otomano perdera a guerra que mantinha com os Aliados, mas as fronteiras no Cáucaso não foram modificadas por isso. Com posterioridade ao armistício, foi assinado o tratado de paz entre os Aliados e as Potências Centrais, o Tratado de Versalhes, em 1919, existindo um tratado diferente e posterior para com o Império Otomano, o Tratado de Sèvres, assinado a 10 de agosto de 1920.

### Disputas territoriais entre os novos estados
Os novos estados derivados e a desaparecida Transcaucásia enfrentaram-se depressa entre si pela disputa de alguns territórios de atribuição duvidosa, com o qual à Guerra Armênio-Georgiana de 1918 pronto seguiu a Guerra Armênio-Azeri de 1918-1920. Por outro lado, a Guerra da Independência Turca levada a cabo pelo Movimento Nacional Turco encabeçado por Mustafá Kemal conseguiu reter para Turquia a maior parte do território turco na Anatólia Oriental após a assinatura do Tratado de Alexandropol com a Arménia.

### Sovietização do Cáucaso

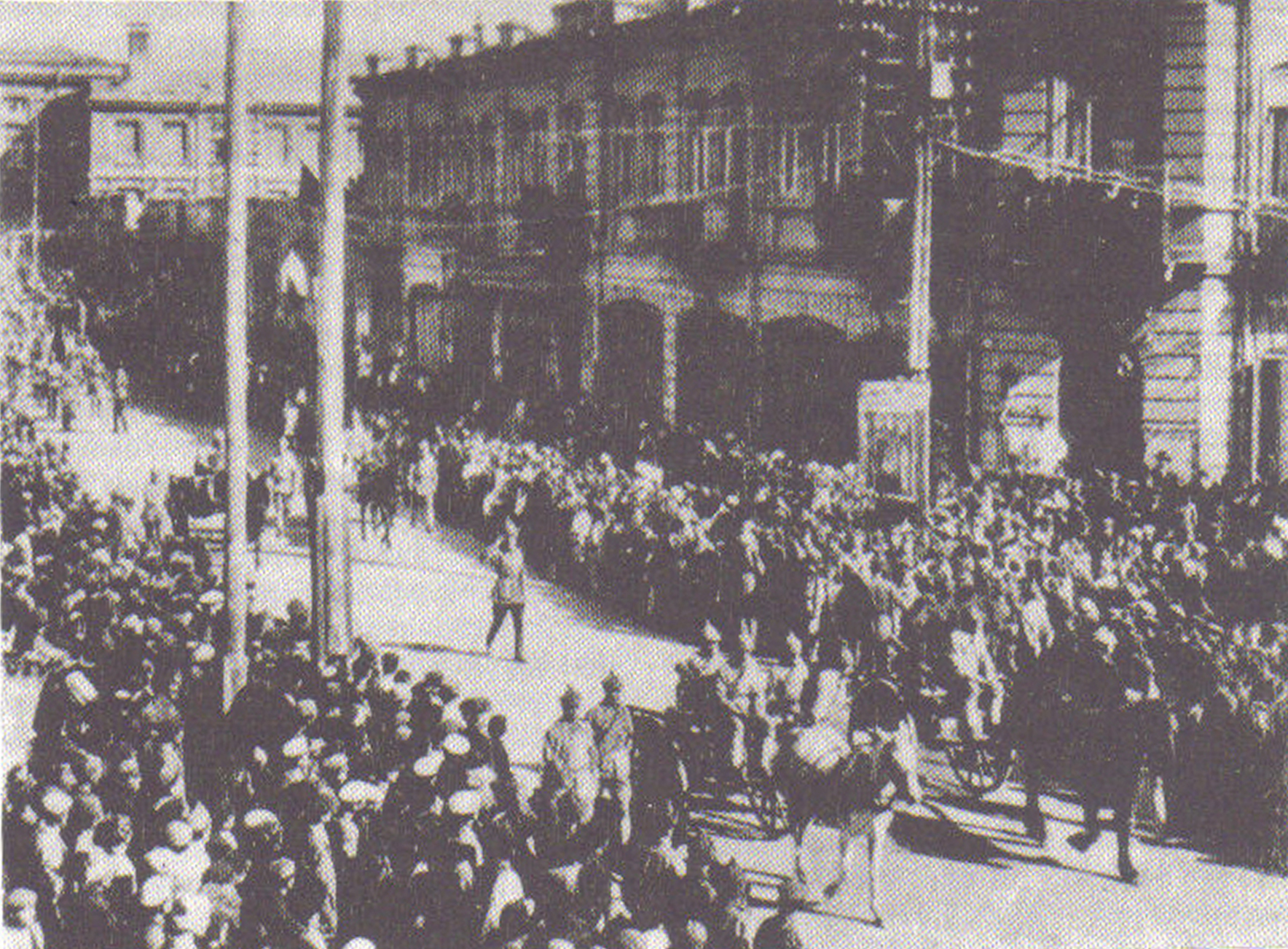
O 11º Exército do Exército Vermelho entrando em Erevã em 1920

Em princípios de 1920, a República do Azerbaijão estava atravessando por graves dificuldades. A oeste, os armênios ainda ocupavam grandes zonas de território azeri; a leste, os comunistas azeris da zona estavam-se a rebelar contra o governo; e a norte, o Exército Vermelho russo movimentava-se para sul derrotando as forças do Exército Branco do general Denikin. A 27 de abril de 1920, o governo da República Democrática do Azerbaijão recebeu a notícia que o exército soviético estava a ponto de cruzar a fronteira norte e invadir a república. Enfrentados a tal difícil situação, o governo oficialmente rendeu-se aos soviéticos, mas muitos generais e milícias azeris locais mantiveram a resistência ao avanço das forças soviéticas, tomando algum tempo aos soviéticos a estabilização da recém-proclamada República Socialista Soviética do Azerbaijão, encabeçada pelo líder azeri bolchevique Nariman Narimanov.
A 4 de dezembro de 1920, o Exército Vermelho entrou em Erevão e o governo da República Democrática da Armênia fez efetiva a sua rendição. A 5 de dezembro, o Comité Revolucionário Armênio (Revkom, constituído majoritariamente por armênios de Azerbaijão) também entrou na cidade. No dia seguinte, a 6 de dezembro, a polícia política segreda, a Tcheca de Felix Dzerzhinski, entrou também na cidade, confirmando o desaparecimento efetivo da República Democrática da Armênia. Proclamou-se a República Socialista Soviética da Armênia, sob o liderado de Alexandr Miasnikyan.
A ocupação soviética da República Democrática da Geórgia levou a significativas modificações territoriais, de cerca de um terço do seu território. As províncias de Artvim, Ardacane e parte de Batumi foram cedidas à Turquia; Arménia tomou o controlo de Lorri; e Azerbaijão obteve o distrito de Zacatala. Uma parte dos georgianos emigraram dos distritos das zonas montanhosas do Cáucaso, que foram anexados diretamente à República Socialista Soviética da Rússia.

### Fim definitivo das hostilidades
O final definitivo das hostilidades no Cáucaso não chegou até o Tratado de Carse em 1922, assinado pela União Soviética, a Grande Assembleia Nacional da Turquia (sucessora do Império Otomano e que pouco depois modificou o seu nome pelo de Turquia, em 1923) e representantes da República Socialista Soviética da Rússia, a República Socialista Soviética da Armênia, a República Socialista Soviética do Azerbaijão e a República Socialista Soviética da Geórgia (todos eles integrantes da União Soviética depois da assinatura do Tratado de União em 1921, que seguiu ao Tratado de Moscou de março do mesmo ano). O Tratado de União foi assinado em Carse a 23 de outubro de 1921, sendo ratificado em Erevão a 11 de setembro de 1922.